# Кубинска сова
Кубинската сова (Margarobyas lawrencii) е вид птица от семейство Совови (Strigidae), единствен представител на род кубински сови (Margarobyas).

## Разпространение
Видът е разпространен в Куба.